# Миссиссоги
Миссиссоги, миссисога (оджибве: Misi-zaagiing, англ. Mississaugas) — индейцы Канады, проживающие на юге Онтарио, относящиеся к оджибве. Близки к другим группам анишинабе (Anishinabeg — «настоящие люди») — ниписсингам, оттава и поттаватоми. Говорят на диалекте языка оджибве алгонкинской языковой семьи. Численный состав на 2017 год — 1700 человек.

## Этноним
Этноним «миссиссога» происходит из языка оджибве Misi-zaagiing, что значит «[Те, кто живут у] устья Великой реки». Реку называли Misswezahging — «река многих устий».

## История

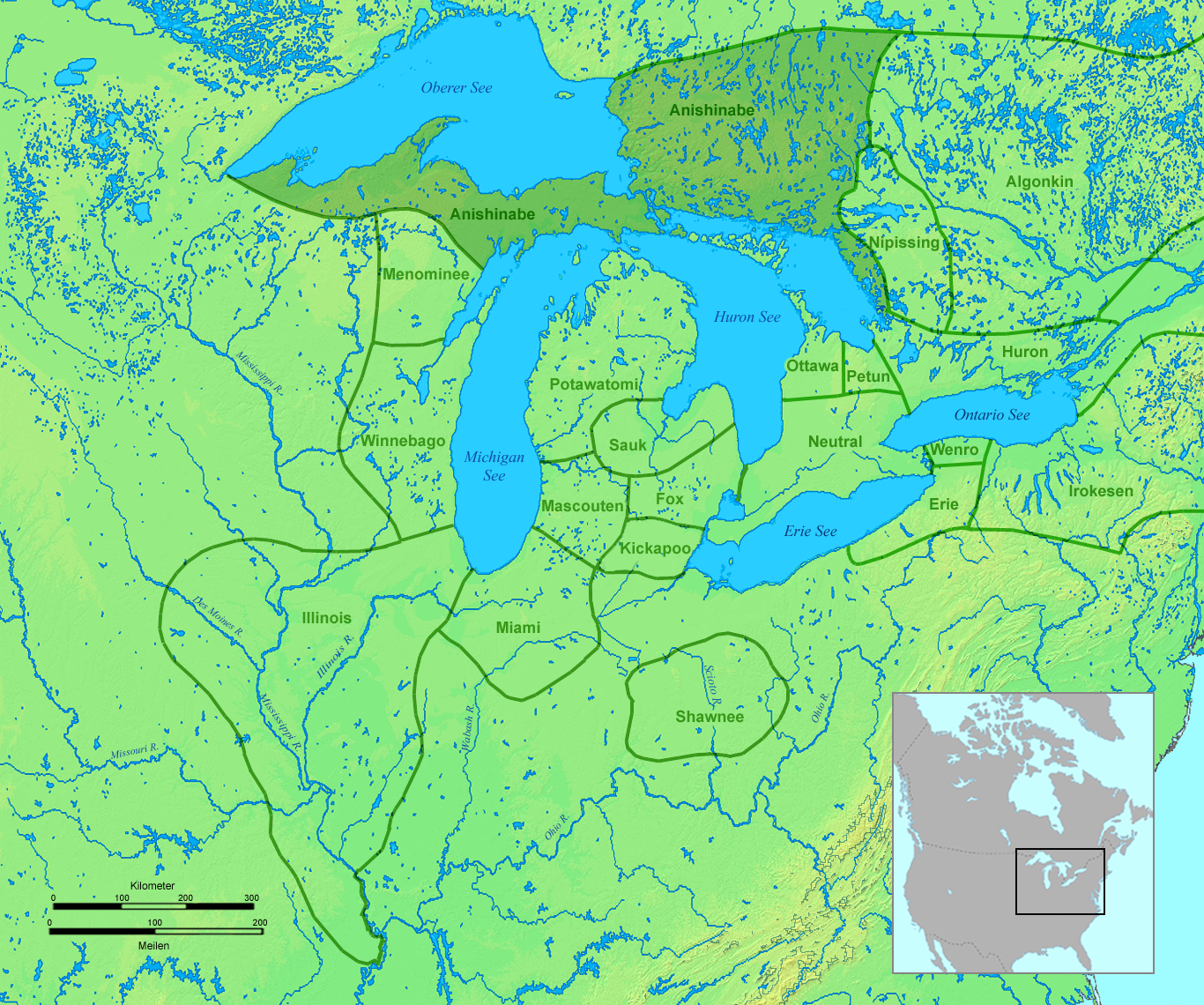
Зона первоначального заселения анишинаабе, включая миссиссогов в 1650 годах

Перейдя через Берингию первые люди обосновались на американском континенте. На берегах озера Онтарио люди проживают уже 10 000 лет.
Первые письменные свидетельства европейских исследователей (например, Самюэля де Шамплена) о проживающих на реке Миссиссога племенах относятся к середине 1600-х годов.
Жили небольшими группами, окружённые с востока Оттавой, прериями с запада, Гудзоновым заливом с севера, Огайской долиной с юга, также вдоль северного побережья реки Миссисипи. Соседствовали с индейцами кри, с которыми нередко вступали в союзные договоры.
В устном предании сохранились воспоминания о трёх переселениях. Миссиссоги пришли на запад Канады в 1634—1635 годах с восточного побережья Атлантики и из Минессоты (Ред-Лейк, Санди-Лэйк). Третья миграция в 1700—1701 годах на юг Онтарио произошла вследствие ирокезо-оджибвских войн, когда миссиссоги вместе с оджибве, ниписсингами, оттавами и одавами вытеснили ирокезов из северного Онтарио. Расселение на запад сопровождалось военными столкновениями с сиу, с которыми в мирное время торговали, заключали браки. Обосновались на северном побережье озера Онтарио в 1700—1720 годах. Первую покупка земли миссиссогов британцы предприняли в 1781 году, а в период Американской революции британцы активно скупали земли для раздачи лоялистам. 28 октября 1818 года был выкуплен последний участок (современный город Миссиссога). В обмен на свои земли в 1000 км2 миссиссоги получили прибрежную зону реки Кредит и небольшие участки земли рядом. В 1847 году миссиссогов переселили в резервацию «Шесть Наций».
По сведениям 1847 года детская смертность миссиссогов, соседствующих с европейцами, была выше, чем у отдалённых племён с тем же уровнем развития. В 1764 году миссиссоги заключили с британской короной Ниагарские договоры.
В 2003 году канадский кабинет по делам индейцев постановил выплатить миссиссогам разовую компенсацию за отторгнутые земли в размере $145 миллионов (ок. $30 — $50 тысяч на человека). Миссиссоги оскорбились таким предложением. Они считают, что их предков обманули, ведь миссиссоги считали эти земли пригодными для жизни любых поселенцев, что у земли нет хозяев.

## Верования

### Традиционное
Много-много зим назад Великий Дух Keehe-Munendoo создал индейцев и поселил их на американский континент.

Рядом с деревней Кредит, у подножия островерхого холма, есть глубокая впадина в воде, где, говорят, обитает один из водяных духов, а люди часто слышали, когда он пел и бил в барабан. Когда белые люди стали ловить здесь лосося, этот мунедоо [дух] вызвал большое наводнение и ушёл с ним вниз по реке в озеро Онтарио.Оригинальный текст (англ.)Near the Credit village, at the foot of a pointed hill, is a deep hole in the water, which is said to be the abode of one of the water-gods, where he was frequently heard to sing and beat his drum. When the white people began to frequent this place for the purpose of taking the salmon, this munedoo [spirit] took his departure during a tremendous flood caused by his power, and went down the river into Lake Ontario.
После убийства пьяным британским солдатом в 1796 году вождя миссиссогов Ваббакенаиса индейцы запросили справедливого суда. Для этого требовалось эксгумировать тело для вскрытия, на что индейцы ответили:
Мёртвый в земле. Мы бы не хотели выкапывать тело. Он сейчас в земле. Он больше никогда не встанет и не поднимет нож. Великий Дух сверху положил его в землю. Он может рассердиться, если тело потревожить.
В 1861 году миссионер Питер Джонс (происхождением из миссиссогов) записал, как на берегу Гранд-Ривер новыми поселенцами была срублена священная для миссиссогов сосна Старый Джек (англ. Old Jack). На ней, по местным поверьям, жили духи грома, чьё горе позже прилетали оплакивать орлы.

### Христианство
Индейцы неохотно принимали христианский догмат о происхождении людей от одной-единственной пары. В их понимании Великий Дух создал всех людей из одного материала разными, отчего в мире многообразие религий, языков, культур. В 1826 году на реке Кредит основана методистсткая религиозная община, и к 1846 году миссиссоги на западном побережье Онтарио уже практиковали христианство. Методисты, придерживаясь мнения о равных правах всех людей, обучали местных индейцев английскому языку и письменности.

## Влияние
В честь племени миссиссогов назван современный канадский город Миссиссога, а также змея массасауга (лат. Sistrurus catenatus).